# An Ancient Muse
An Ancient Muse kom ut hösten 2006 och var sångerskan, musikern, kompositören och låtskrivaren Loreena McKennitts comeback efter albumet The Book of Secrets, nio år tidigare. An Ancient Muse är McKennitts sjunde studioalbum, inspelat på Real World Studios i Ontario. Liksom alla hennes tidigare album är det utgivet på egna skivbolaget Quinlan Road.

## Bakgrund
I sitt sökande efter kelternas rötter gick McKennitts resa denna gång längs Silkesvägen; Mongoliet, Kina, Turkiet och Grekland med flera. Funderingar över kärlek, behovet av att resa, och vad ett hem är, vävs in i hennes musik, med denna skivas nio spår som resultat.
Spår 4, The English Ladye And The Knight är ett tonsatt poem av Sir Walter Scott (1771-1832). Med sången Penelope's song återspeglas Homeros Odyssé på ett nytt sätt - från Odysseus hustru Penelopes perspektiv.
Den första versen i spåret Caravanserai är en direkt översättning från en buddhistisk text.

## Skivspår
1. "Incantation"
2. "The Gates Of Istanbul"
3. "Caravanserai"
4. "The English Ladye And The Knight"
5. "Kecharitomene"
6. "Penelope's Song"
7. "Sacred Shabbat"
8. "Beneath A Phrygian Sky"
9. "Never-ending Road (Amhrán Duit)"